# 上海国際礼拝堂

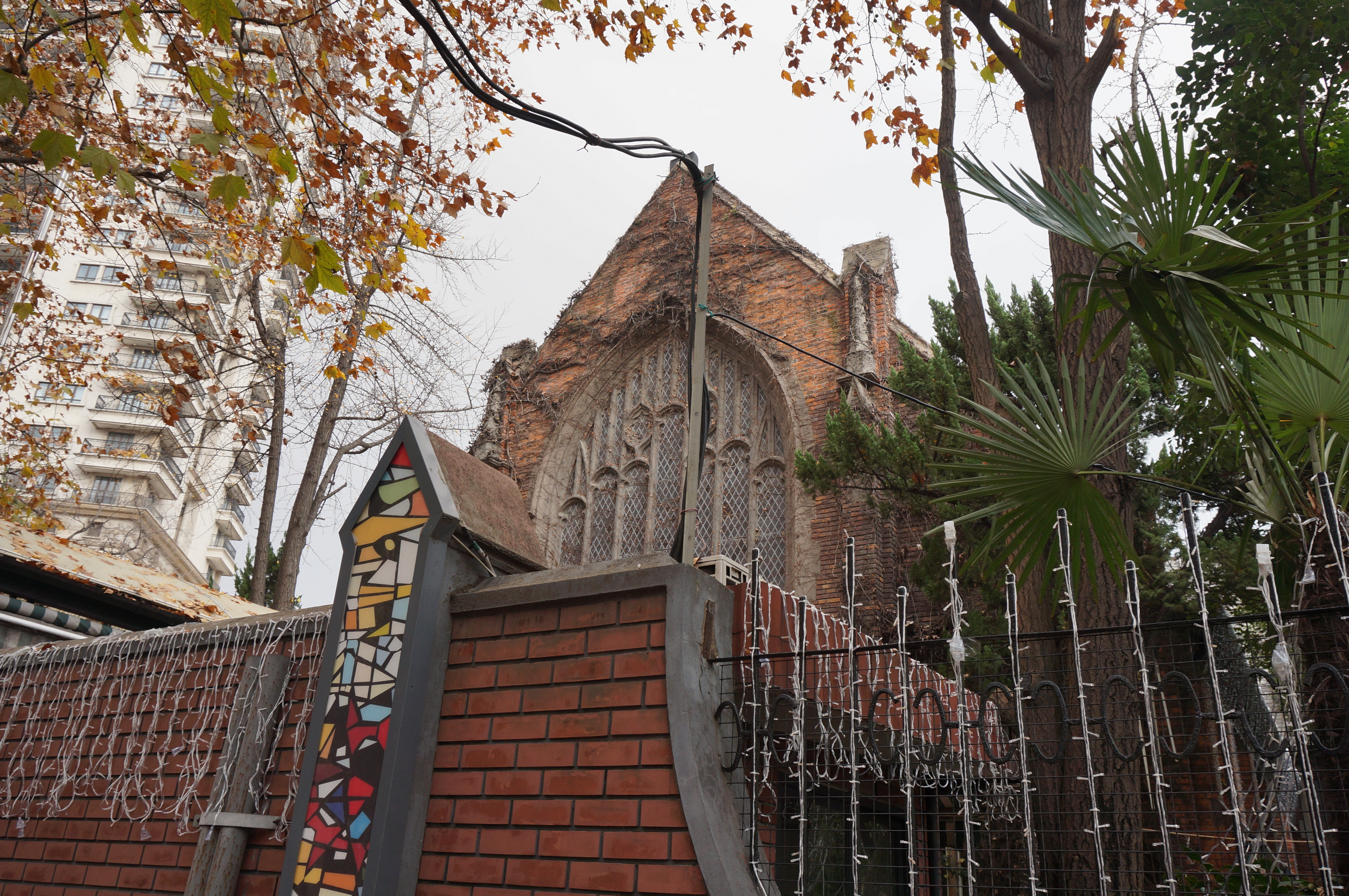
上海国際礼拝堂の外観

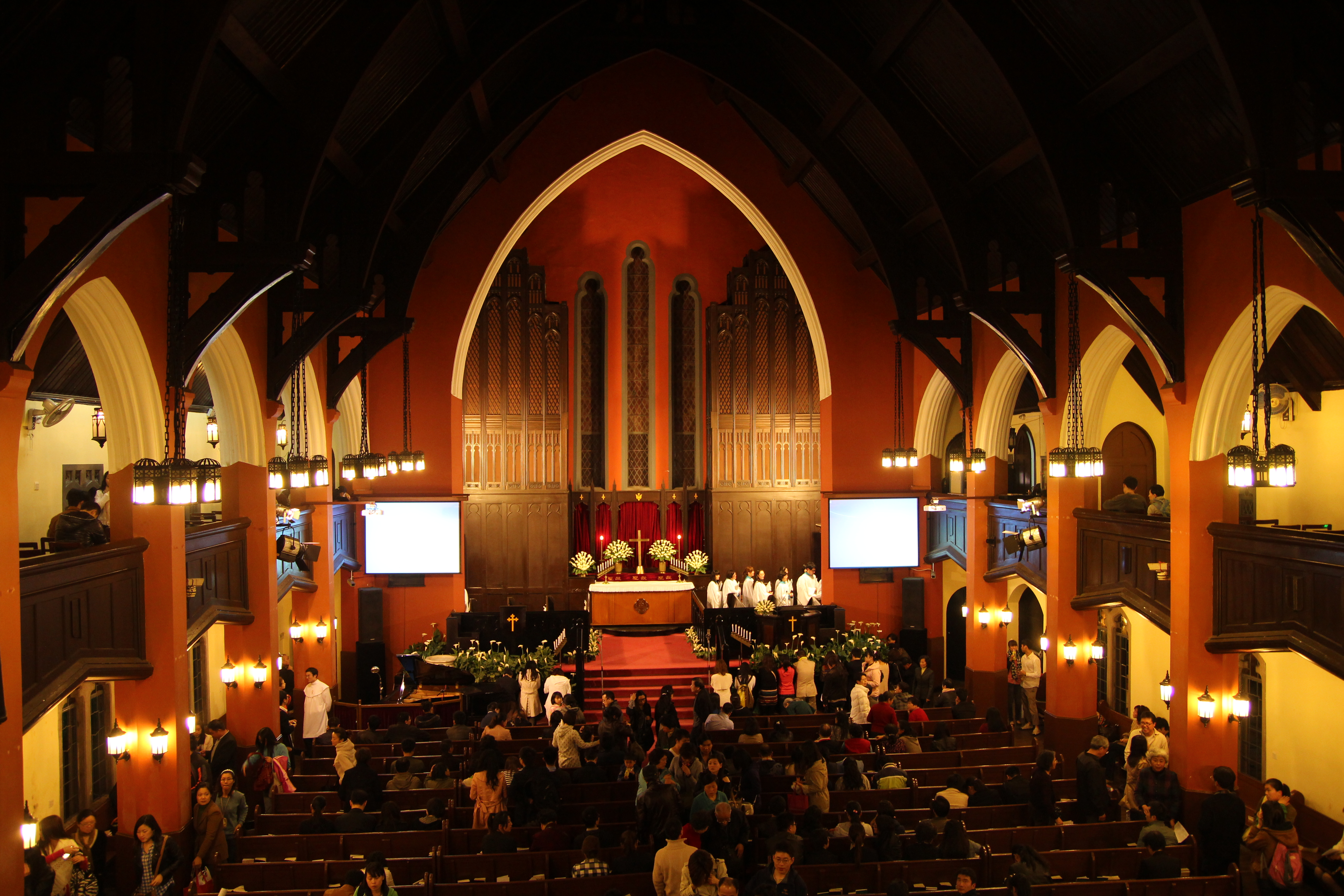
上海国際礼拝堂の内部

上海国際礼拝堂（しゃんはいこくさいれいはいどう、中国語: 上海国际礼拜堂、英語: Shanghai Community Church）は旧、中華人民共和国上海市徐匯区衡山路53号にある上海最大級のプロテスタント教会である。

## 概要
上海国際礼拝堂は1917年3月に、米国の賛美歌を歌うのが好きなクリスチャンによって英語集会として発足し、1917年3月には現在の地に引っ越して教会堂を建てた。1925年3月8日には現在の教会堂が落成して（建築様式はゴシック様式で、建築面積は1763平方メートル、700人を収容）、同時に献堂礼拜が行われた。当時、日曜礼拝の模様はラジオで実況放送も行われた。
抗日戦争中は、様々な欧州人と少数の中国人も参加して、中国語名称は「国際礼拝堂」と呼ばれるようになった。
1949年以降は、中国人牧師と信徒が管理するようになり、主日および他の礼拝は英語に代わって中国語普通話（北京語）で行われるようになり、文化大革命中と直後の改修による中断を経て、1980年12月24 & 25日の感謝礼拝後に平常に戻った。その後、1996年10月からはおもに外国人が参加する英語礼拝も行われている。
1989年、上海市文物保護単位として指定されている。

## 参照項目
- 中国のキリスト教
- 中国基督教協会
- 愛徳基金会
- 徐家匯聖イグナチオ大聖堂 (上海の有名なカトリック教会)